# پل (فیلم ۱۹۸۸)
«پل» (Мост) فیلمی در ژانر موزیکال است که در سال ۱۹۸۸ منتشر شد.